# Fabricius (Familienname)
Fabricius (humanistische Namensbildung zu lateinisch faber „Schmied“) ist ein deutscher Familienname.

## Namensträger
- Andreas Fabricius (Reformator) (Andreas Schmid; um 1480–1552), Schweizer Geistlicher und Reformator
- Andreas Fabricius (Philosoph) (André Lefèvre; um 1520–1581), belgischer Theologe und Philosoph
- Andreas Fabricius (Dichter) (Andreas Goldschmidt; 1528–1577), deutscher Theologe und Dichter
- Anna Cäcilie Fabricius (1747–1820), deutsche Schriftstellerin
- August Fabricius (Karl August Fabricius; 1825–1890), deutscher Beamter, Statistiker und Politiker
- Balthasar Fabricius (1478–1541), deutscher Humanist, Grammatiker und Rhetoriker
- Balthasar Fabricius (Abt) (* um 1575; † 1622), österreichischer Zisterzienser, Abt von Stift Neukloster in Wiener Neustadt und Abt von Stift Neuberg
- Bent Fabricius-Bjerre (1924–2020), dänischer Pianist und Komponist
- Cajus Fabricius (1884–1950), deutscher Theologe
- Cathrine Fabricius-Hansen (* 1942), dänische Sprachwissenschaftlerin
- Christian Julin-Fabricius (1802–1875), deutsch-dänischer Dichter, Schriftsteller und Übersetzer
- Christoph Gabriel Fabricius (1684–1757), deutscher Theologe
- David Fabricius (1564–1617), deutscher Astronom
- Dirk Fabricius (* 1949), deutscher Rechtswissenschaftler, Kriminologe und Hochschullehrer
- Ernst Fabricius (1857–1942), deutscher Althistoriker und Archäologe
- Eugen Fabricius (1871–1960), deutscher Architekt
- Ferdinand Fabricius der Jüngere (1840–1912), deutscher Jurist, Historiker und Archivar
- Franciscus Fabricius (auch Franz Fabritius; 1663–1738), niederländischer Theologe
- Friedrich Fabricius (1642–1703), deutscher Theologe und Pfarrer
- Fritz Fabricius (1919–2004), deutscher Rechtswissenschaftler
- Fritz Hintz-Fabricius (1891–1968), österreichisch-deutscher Schauspieler, Sänger und Theaterregisseur
- Gábor Fabricius (* 1975), ungarischer Filmregisseur und Drehbuchautor
- Georg Fabricius (1516–1571), deutscher Dichter, Historiker und Antiquar
- Georg Fabricius (Theologe) (1554–1634), deutscher Theologe und Pfarrer
- Georg Andreas Fabricius (1589–1645), deutscher Pädagoge und Polyhistor
- Gustav Fabricius (1880–1960), deutscher Verkehrsmanager
- Hans Fabricius (1891–1945), deutscher Politiker (NSDAP)
- Heinrich Fabricius (Weihbischof) (um 1520–1596), deutscher Schriftsteller und Geistlicher, Titularbischof von Daulia
- Heinrich Fabricius (Mediziner) (1547–1612), deutscher Mediziner, Dichter und Philosoph
- Heinrich August Fabricius (1764–1821), deutscher Schauspieler
- Hermann Gustav Fabricius (1802–1854), deutscher Jurist und Politiker, MdL Mecklenburg
- Hieronymus Fabricius ab Aquapendente (1537–1619), italienischer Anatom und Gelehrter, siehe Girolamo Fabrizio
- Hildanus Wilhelm Fabricius (1560–1634), deutscher Mediziner, siehe Wilhelm Fabry
- Jacob Fabricius (der Ältere) (1560–1640), deutscher Theologe
- Jacob Fabricius (Mediziner) (1576–1652), deutscher Mediziner und Dichter
- Jacob Fabricius (der Jüngere) (1589–1645), deutscher Theologe
- Jakob Fabricius (1537–1613), deutscher Theologe, siehe Jakob Faber
- Jakob Fabricius (Theologe) (1593–1654), deutscher Theologe und Kirchenliederdichter
- Jan Fabricius (1871–1964), niederländischer Dichter und Schriftsteller
- Johan Fabricius (1899–1981), niederländischer Schriftsteller, Illustrator, Journalist und Abenteurer
- Johann Fabricius (Astronom) (1587–1617), deutscher Mediziner und Astronom
- Johann Fabricius (Theologe) (1644–1729), deutscher Theologe
- Johann Adolph Fabricius (1592–1650), deutscher Geistlicher und Dichter
- Johann Albert Fabricius (Pseudonyme Veridicus, Sincerus; 1668–1736), deutscher Philosoph und Bibliograph
- Johann Andreas Fabricius (1696–1769), deutscher Theologe
- Johann Christian Fabricius (1745–1808), dänischer Zoologe und Wirtschaftswissenschaftler
- Johann Franz Fabricius (1822–1881), deutscher Kaufmann und Abgeordneter
- Johann Georg Adam Fabricius (1701/1702–1782), deutscher Theologe
- Johann Gottlieb Fabricius (1681–1741), deutscher Theologe
- Johann Jakob Fabricius (1618/1620–1673), deutscher Theologe
- Johann Ludwig Fabricius (1632–1696), deutscher Theologe
- Johann Sebald Fabricius (1622–1682), deutscher reformierter Geistlicher und Hochschullehrer
- Johanna Fabricius (* 1962), deutsche Klassische Archäologin
- Johannes Fabricius Montanus (1527–1566), Schweizer Geistlicher, Dichter und Universalgelehrter
- Joseph Fabricius (1865–1934), österreichischer Gynäkologe
- Karl Fabricius (Eishockeyspieler) (* 1982), schwedischer Eishockeyspieler
- Karl Ferdinand Fabricius (1798–1842), deutscher Rechtswissenschaftler und Heimatforscher
- Karl Gustav Fabricius (1788–1864), deutscher Politiker, Bürgermeister von Stralsund
- Ludwig Fabricius (1875–1967), Forstwissenschaftler
- Margarete Fabricius-Brand (* 1949), deutsche Psychologin und Anwältin
- Mathilde Fabricius (1879–1946), deutsche Malerin
- Mikaela Fabricius-Bjerre (1969–2023), finnische Dressurreiterin
- Otto Fabricius (Geistlicher) (1744–1822), dänischer Geistlicher
- Otto von Fabricius (1857–1912), ungarischer Schriftsteller und Journalist deutscher Herkunft
- Paul Fabricius (1529–1589), österreichischer Humanist und Naturwissenschaftler
- Petrus Fabricius (1587–1650/1651), deutscher Pastor, Lautenist und Komponist
- Philipp Fabricius (vor 1608–nach 1628), böhmischer Kanzleisekretär
- Philipp Konrad Fabricius (1714–1774), deutscher Mediziner und Botaniker
- Philipp Ludwig Fabricius (1599–1666), deutscher Jurist und landgräflicher Kanzler
- Richard Daniel Fabricius (1863–1923), deutscher Bildhauer
- Signe Fabricius (* 1971), dänische Schauspielerin, Tänzerin und Choreografin
- Simon Fabricius (1533–1593), deutscher Philologe
- Statius Fabricius (1591–1651), deutscher Theologe
- Theodor Fabricius (1501–1570), deutscher Theologe und Reformator
- Theodosius Fabricius (1560–1597), deutscher Theologe
- Thomas Fabricius († 1627), Prediger in Danzig
- Vincentius Fabricius (1612–1667), deutscher Arzt und Lyriker
- Werner Fabricius (1633–1679), deutscher Organist und Komponist
- Wilhelm Fabricius (1560–1634), deutscher Wundarzt und Chirurg, siehe Wilhelm Fabry
- Wilhelm Fabricius (Historiker, 1857) (1857–1942), deutscher Historiker und Bibliothekar
- Wilhelm Fabricius (Historiker, 1861) (1861–1920), deutscher Historiker
- Wilhelm Fabricius (Diplomat, 1882) (1882–1964), deutscher Diplomat
- Wilhelm Fabricius (Forstwissenschaftler) (1894–1989), deutscher Forstwissenschaftler und Schriftsteller
- Wilhelm Fabricius (Diplomat, 1920) (1920–1988), deutscher Diplomat